# Piazza del Popolo (Sciacca)

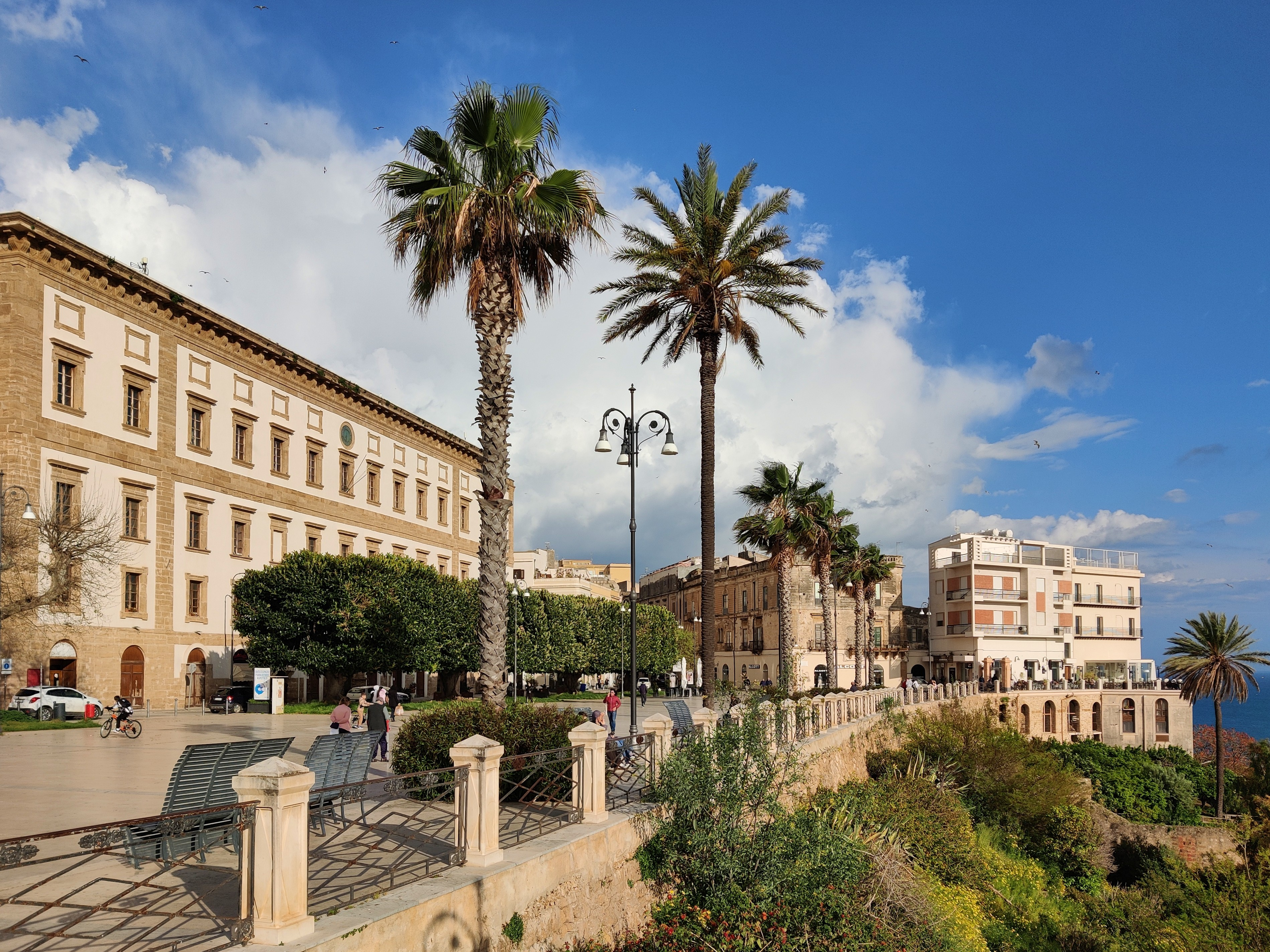
Piazza del Popolo a Sciacca

La piazza del Popolo è la più antica piazza di Sciacca.

## Storia
La piazza si presentava già da prima del '900 come una piccola isola pedonale, una piazzetta antistante due antichi monumenti medioevali: la chiesa di San Domenico, e il convento dei Gesuiti, oggi sede del municipio.
Con l'andare del tempo, la piazzetta fu allargata grazie alle opere di riempimento del fossato sottostante e venne ripavimentata, creando così un punto di ritrovo per tutti i saccensi.
La piazza  mantenne questo toponimo sino alla metà del Novecento, mutato successivamente in piazza San Domenico e attualmente in piazza Scandaliato. Posta al centro del paese, è stata il punto d'incontro di intere generazioni.
La piazza del Popolo ospitava nelle sue adiacenze il teatro Politeama Mariano Rossi, un vero gioiello dell'architettura del '900, demolito per far posto ad un parcheggio di autobus, poi rimasto inutilizzato.
Oggi l'attuale piazza Scandaliato continua ad essere il centro culturale e degli spettacoli della città di Sciacca, con manifestazioni carnevalesche e religiose: il famoso carnevale di Sciacca, e la tradizionale festa della patrona S.S. del Soccorso, con una processione unica e suggestiva.
Ristrutturata in stile moderno, rimane la meta preferita dai turisti che ogni estate affollano la città e le spiagge saccensi.

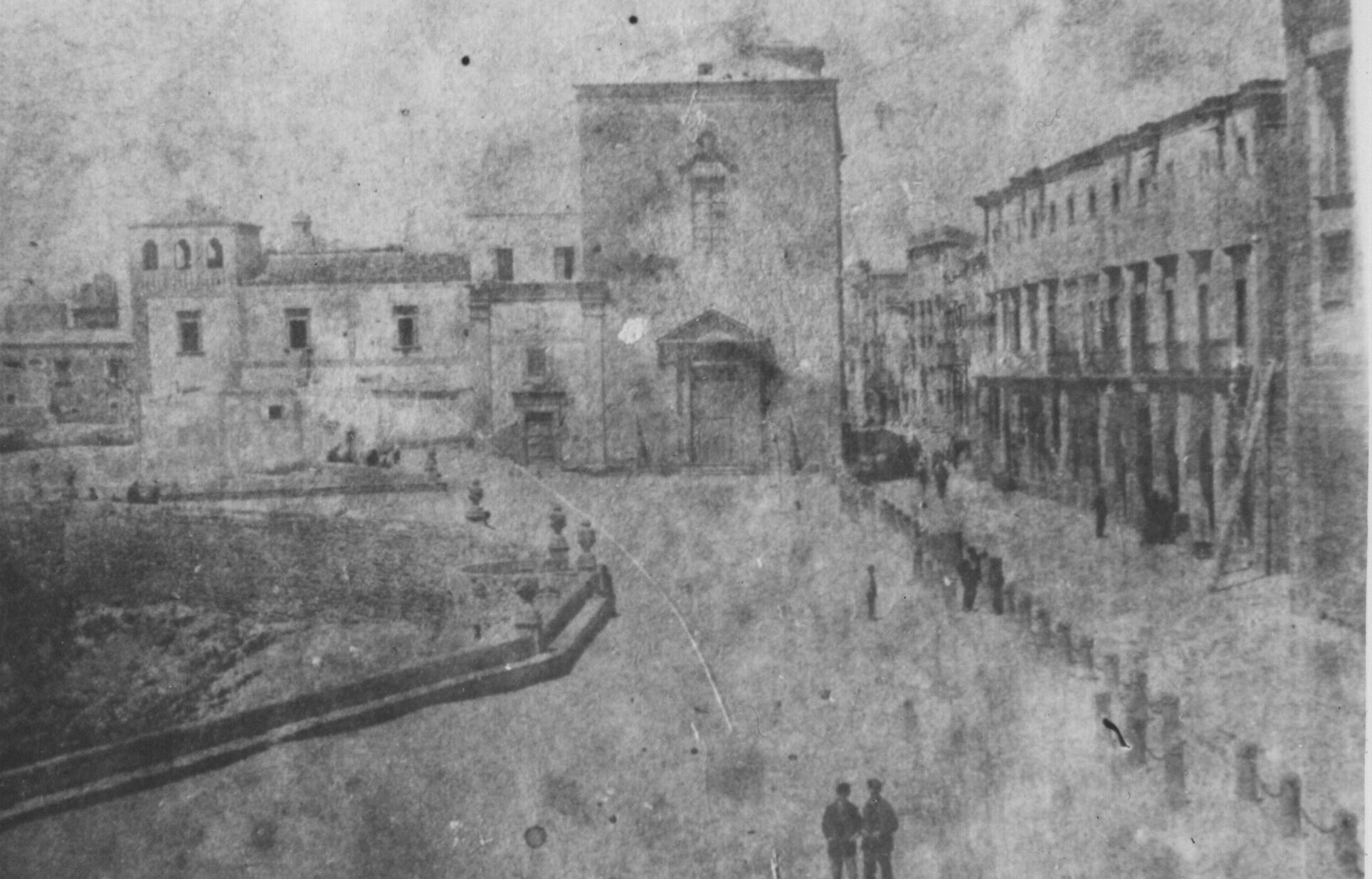
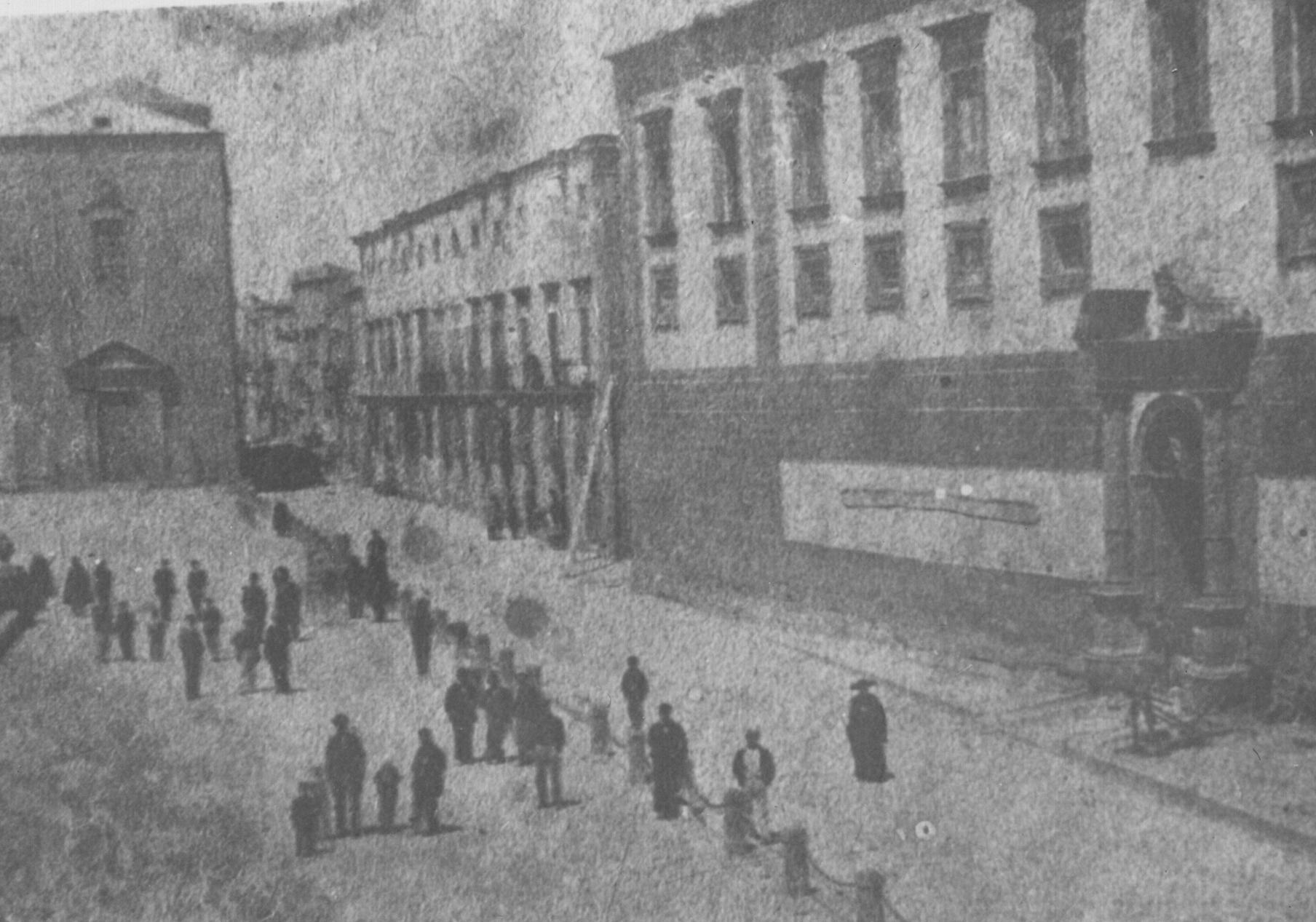
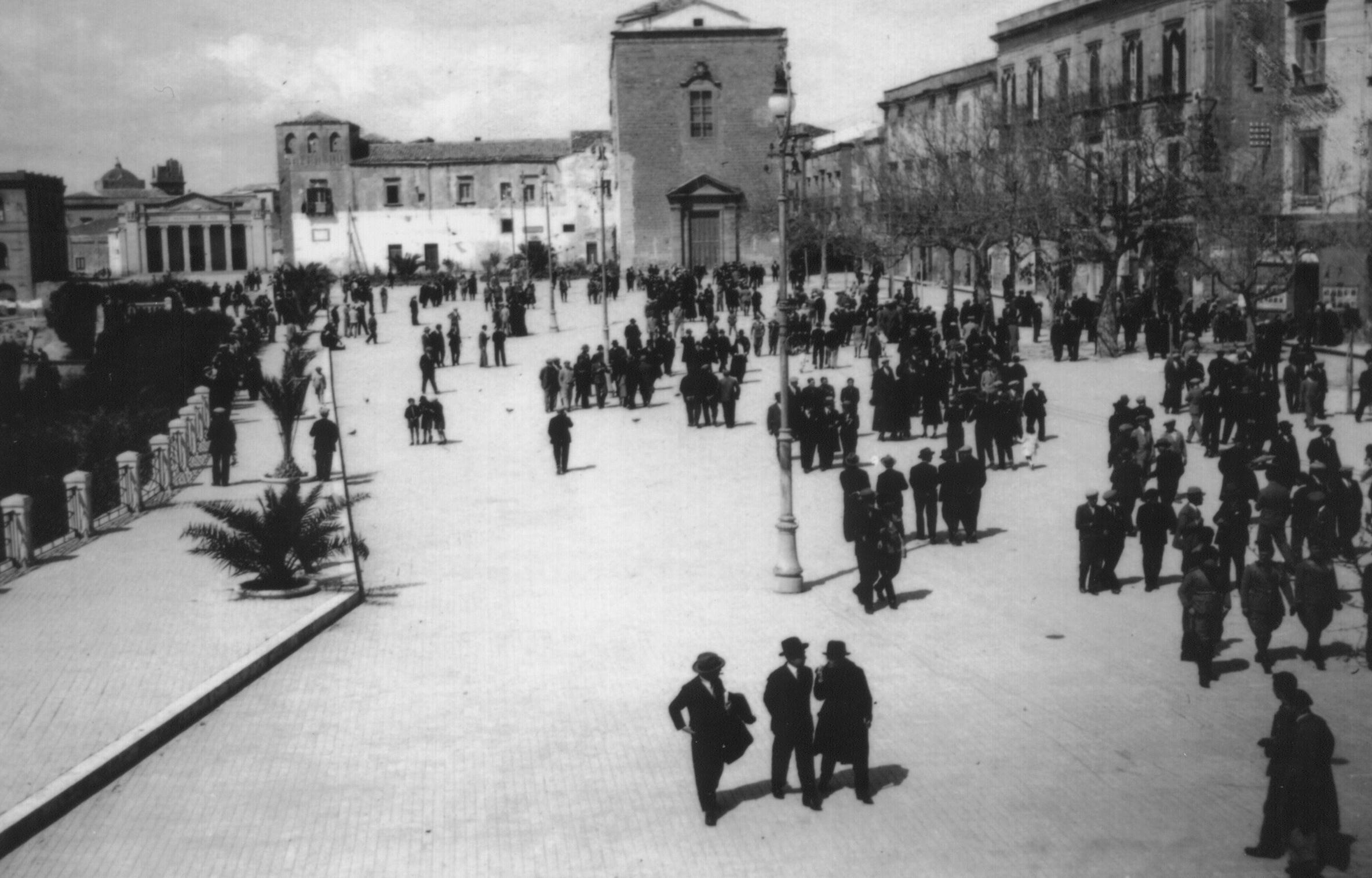